# ARP Solus
L'ARP Solus era un sintetizzatore analogico monofonico prodotto dalla ARP Instruments nel 1980. Si tratta del penultimo strumento commercializzato dalla compagnia statunitense, prima del fallimento avvenuto nel 1981.

## Storia e caratteristiche

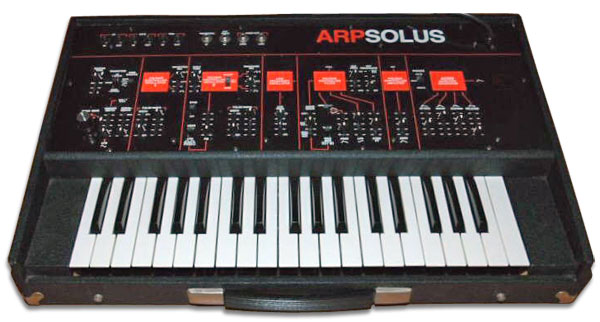
ARP Solus

Il Solus era un sintetizzatore monofonico con 2 VCO e una tastiera da 3 ottave (37 tasti). Come la maggior parte dei sintetizzatori ARP, esso funzionava con cursori al posto delle manopole. Era costruito in una valigetta portatile, con tutte le uscite e le entrate audio situate all'interno della valigetta.
Entrambi i VCO contenevano cursori per selezionale varie forme d'onda, da "dente di sega" a "pulse", ed anche un cursore che controllava il pulse-width e la sua modulazione. Il VCO2 era collegabile con il VCO1 e poteva essere distorto. Il pulse-width poteva essere modulato tramite il LFO o l'ADSR. Il VCF (quattro poli, filtro a passa basso) aveva controlli per la frequenza, risonanza, tre "sliders" che controllavano la modulazione della tastiera, l'LFO, e l'ADSR. Conteneva anche un modulatore digitale del suoni and ed un pulsante per il pitch-bend. Il pannello posteriore era formato da interfacce (entrate ed uscite) per CV, Gate, e Trig.